# Glacier d'Estellette
Le glacier d'Estellette ou glacier d'Estelette, en italien Ghiacciaio d'Estellette, est un glacier d'Italie situé dans le massif du Mont-Blanc, dans le val Vény.

## Géographie
Le glacier nait sur l'adret de l'aiguille des Glaciers, à environ 3 200 mètres d'altitude et s'épanche vers le sud-est sur l'adret de l'aiguille d'Estellette et l'envers des Pyramides Calcaires, en amont du refuge Élisabeth,. Il est entouré à l'ouest par le glacier des Glaciers de l'autre côté de la frontière avec la France et au nord par le glacier de la Lex Blanche,. Ses eaux de fonte alimentent un torrent qui finit sa course dans l'ancien lac de Combal,.

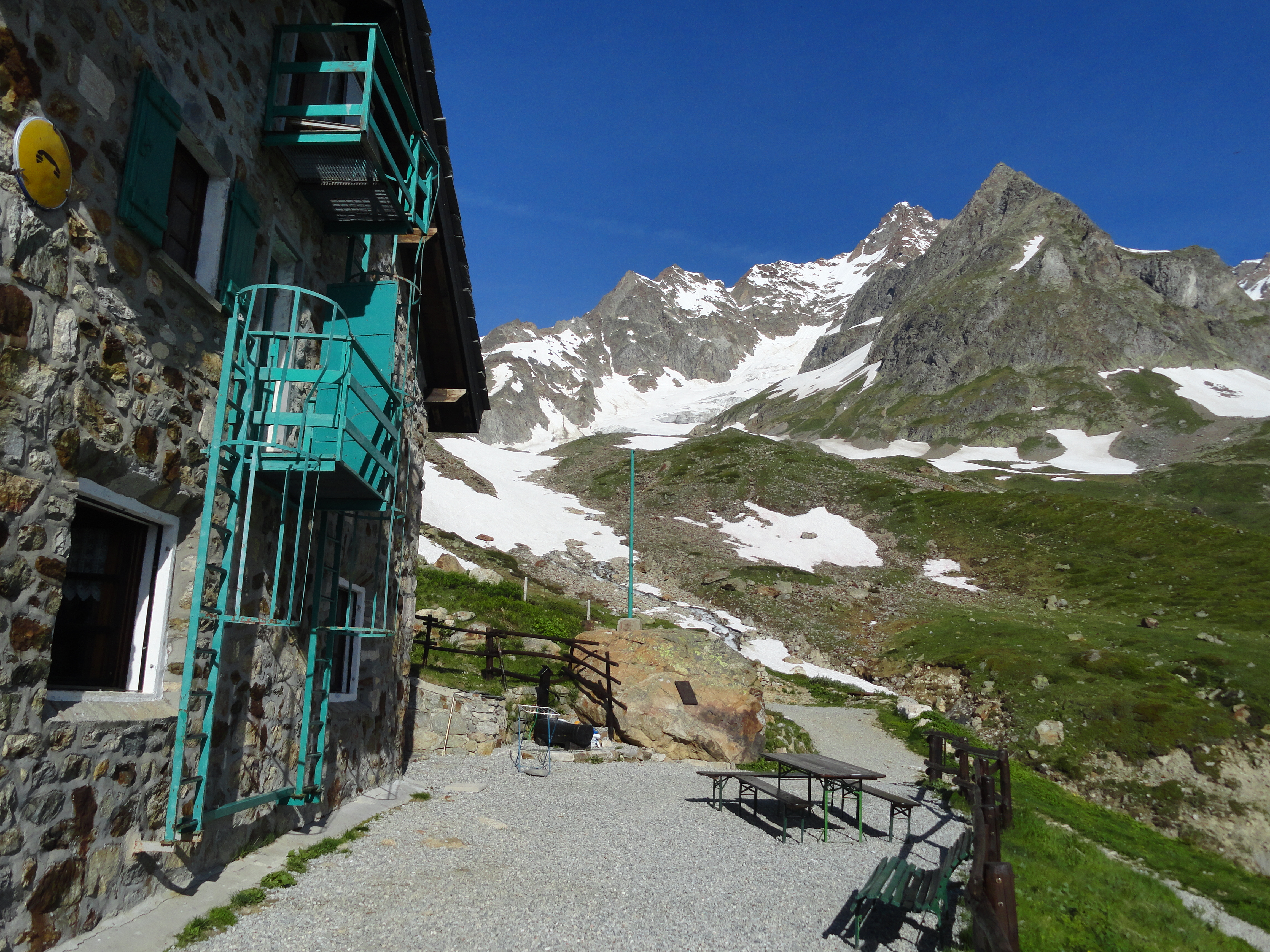
Le glacier d'Estellette vu depuis le refuge Elisabetta Soldini Montanaro.